# Altendorf Maschinenbau
Altendorf ist ein deutscher Hersteller von Formatkreissägen. Das Unternehmen mit Sitz in der ostwestfälischen Stadt Minden wurde 1906 gegründet.

## Geschichte

### Entwicklung der Formatkreissäge System Altendorf

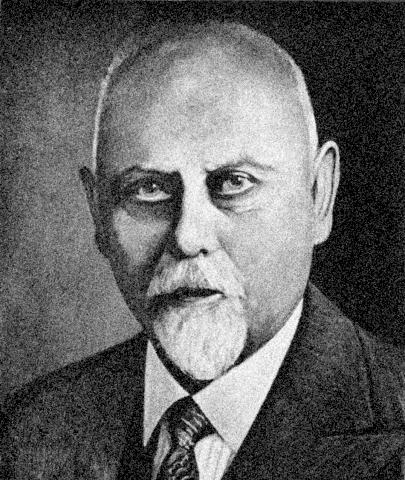
Wilhelm Altendorf

1906 gründete der Möbelgestalter und Konstruktionszeichner Wilhelm Altendorf in Berlin eine Fabrik für Geschäftseinrichtungen. Da die damals auf dem Markt befindlichen Maschinen seinen Ansprüchen nicht genügten, konstruierte und fertigte er zudem alle gängigen Maschinen zur Holzbearbeitung. Für die Fertigung seiner Möbelentwürfe entwickelte er eine Säge, bei der das Werkstück auf einem Schiebeschlitten liegend durch das Sägeblatt geführt wird: die weltweit erste Format- und Besäumkreissäge. 1914 bestand das Unternehmen bereits aus etwa 50 Mitarbeitern.

### Weltkriege und Weltwirtschaftskrise
1919 verlegte Altendorf den Firmensitz nach Minden, Westfalen, da die Auswirkungen des Ersten Weltkriegs und der allgemeine Aufruhr das Arbeiten in Berlin nahezu unmöglich machten. 1929 absolvierte Willy Altendorf, der erstgeborene Sohn des Firmengründers, seine Ingenieurprüfung und stieg in das Unternehmen ein. Dass das Familienunternehmen die erste Hälfte des 20. Jahrhunderts überstand, war dem Erfindungsreichtum Wilhelm Altendorfs zu verdanken. Um die nachlassende Nachfrage nach Holzbearbeitungsmaschinen auszugleichen, entwickelte er beispielsweise ein Auto mit Holzkarosserie, eine Zigarillokisten-Fabrikationsmaschine und einen der ersten Fertighaustypen. 1939 brachte er darüber hinaus den weltweit ersten Kinderhochstuhl auf den Markt. Als 1948 Firmengründer Wilhelm starb, übernahmen Willy und sein jüngerer Bruder Kurt den Betrieb.

### 1956 bis heute

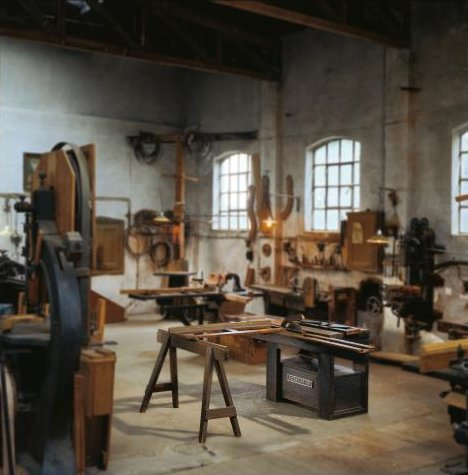
Tischlerei-Museum Bremen

1956 entschlossen Willy und Kurt Altendorf, sich einzig und allein auf die Produktion und Weiterentwicklung der Format- und Besäumkreissäge zu konzentrieren. Schon in den 50er Jahren intensivierte das Unternehmen die Exportaktivitäten. Mit der ersten Auslandstochter in den USA begann Altendorf ab Mitte der 80er Jahre, Handelsvertretungen unter eigenem Namen zu gründen. So wurde die Marke Altendorf auch im Ausland etabliert. Heute besitzt Altendorf neben zwei Produktionsstandorten in Deutschland zwei weitere in Brasilien und China sowie Tochtergesellschaften in Australien, Brasilien, China und Südostasien.
Weltweit sind bis heute mehr als 150000 Altendorf Formatkreissägen in Tischlereien, Schreinereien sowie Holz, Metall und Kunststoff verarbeitenden Betrieben zum Einsatz gekommen. Jährlich produziert die Firma Altendorf über 2400 Formatkreissägen. 2006 feierte das Unternehmen Altendorf sein 100-jähriges Jubiläum. 2010 wurde das Unternehmen in das Lexikon der deutschen Weltmarktführer aufgenommen. Am 6. Oktober 2017 übernahm die Avedon Capital Partners, zusammen mit Jörg F. Mayer und Wolfgang Ruhnau, die Gesellschaftsanteile von Wilfried und Tom Altendorf. Die Familie Altendorf, zuletzt in der dritten und vierten Generation als Gesellschafter und in der Geschäftsführung bzw. im Beirat des Unternehmens aktiv, zog sich vollständig aus dem Unternehmen zurück.

## Generationen
- Wilhelm Altendorf (1874–1948): Erfinder der Formatkreissäge und Unternehmensgründer
- Kurt Altendorf (1910–2005): Geschäftsführender Gesellschafter bis 2002, Vater von Wilfried Altendorf
- Willy Altendorf (1904–1995): Geschäftsführender Gesellschafter bis 1995
- Siegfried Thiele (geb. 1934): Geschäftsführender Gesellschafter bis 2003
- Wilfried Altendorf (geb. 1941): Geschäftsführender Gesellschafter bis 2013
- Tom Altendorf (geb. 1976): Geschäftsführender Gesellschafter bis 2017

## Standorte

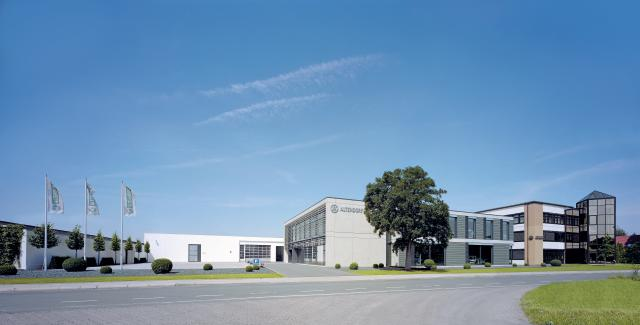
Der Firmensitz in Minden

Neben der Hauptproduktionsstätte in Minden, Westfalen, errichtete Altendorf 1995 eine Produktionsstätte in Qinhuangdao, China.
Neben den Produktionsstätten unterhält Altendorf eigene Vertriebs- und Service-Standorte in Bangalore/Indien, Gaspar/Brasilien und Sydney/Australien.
2006 wurde das Service- und Vertriebszentrum am Firmensitz Minden eingeweiht. Es beherbergt neben zahlreichen Büros eine Ausstellungsfläche, die die Entwicklung der Altendorf Formatkreissäge zeigt und auf der die neuen Maschinenmodelle vorgestellt werden. Auch Räumlichkeiten für Schulungen und Vorträge wurden in das neue Service- und Vertriebszentrum integriert.
2015 wurden das Sales Centre East (Sydney, Australien) und das Sales Centre West (Altendorf Hauptsitz Minden, Deutschland) etabliert.

## Produkte
Sämtliche Formatkreissägen, die von der Firma Altendorf gebaut werden, basieren auf dem Prototyp des Systems Altendorf. Eine Original Altendorf Formatkreissäge aus dem Jahr 1907 ist im Tischlerei-Museum Bremen zu sehen. Heute bietet Altendorf Anwendern die Wahl zwischen fünf Maschinentypen, die je nach Budget und Einsatzgebiet individuell angepasst bzw. ausgestattet werden können: Altendorf F 45, WA 80 und WA 8, START 45 sowie WA 6. Alle Altendorf Formatkreissägen schneiden sowohl Holz und Kunststoff.

## Auszeichnungen

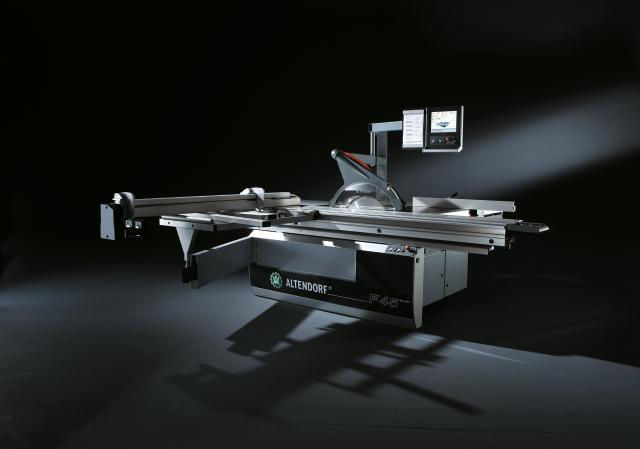
Mit dem Designpreis ausgezeichnet: die F45 Elmo

Für die Formatkreissäge F45 Elmo hat die Firma Altendorf 2007 einen der 50 iF gold awards erhalten. Mehr als 2200 Bewerber aus 35 Ländern hatten sich für den iF product design award beworben.
- 2016 iF Product Design Award, Hannover
- 2013 iF Product Design Award, Hannover
- 2013 iF Communication Design Award, Hannover
- 2008 iF Product Design Award, Hannover
- 2007 iF gold award, Hannover
- 2004 iF Product Design Award, Hannover
- 2002 iF Product Design Award, Hannover
- 1999 iF Product Design Award, Hannover
- 1998 Challengers Award, Atlanta, USA
- 1997 iF Product Design Award, Hannover
- 1995 Ergonomie-Preis der Eumacop
- 1993 Industrie Design-Preis, Nordrhein-Westfalen

Quelle: Homepage des Unternehmens